# NGC 2090
NGC 2090 是天鸽座的一個星系，於1826年10月29日發現。
 维基共享资源上的相關多媒體資源：NGC 2090
- NED – NGC 2090
- SEDS – NGC 2090
- SIMBAD – NGC 2090
- VizieR – NGC 2090